# Ганієв Тимур Ібрахімджанович
Тимур Ібрахімджанович Ганієв (нар. 27 січня 1984, Ташкент, Узбецька РСР) — узбецький футболіст, воротар.

## Життєпис
Дорослу футбольну кар'єру розпочав у складі донецького «Металург-2», у футболці якого дебютував 15 квітня 2002 року в нічийному (1:1) домашньому поєдинку 22-о туру групи В Другої ліги проти харківського «Металіста-2». Тимур вийшов на поле в стартовому складі та відіграв увесь матч. У другій команді «Металурга» виступав до 2003 року. Потім перебував у заявці першолігової алчевської «Сталі». У 2004 році перебрався до клубу вірменської Прем'єр-ліги «Бананц» (Єреван), де провів три сезони. У складі вірменського клубу зіграв 5 матчів у кубку УЄФА.
У 2007 році повернувся до Узбекистану, де підсилив вищоліговий «Кизилкум». З 2009 по 2014 рік виступав за клуби АГМК, «Динамо» (Самарканд), «Локомотив» (Ташкент) та «Андижан». Футбольну кар'єру завершив 2015 року в «Алмалику».